# Norbert Horst

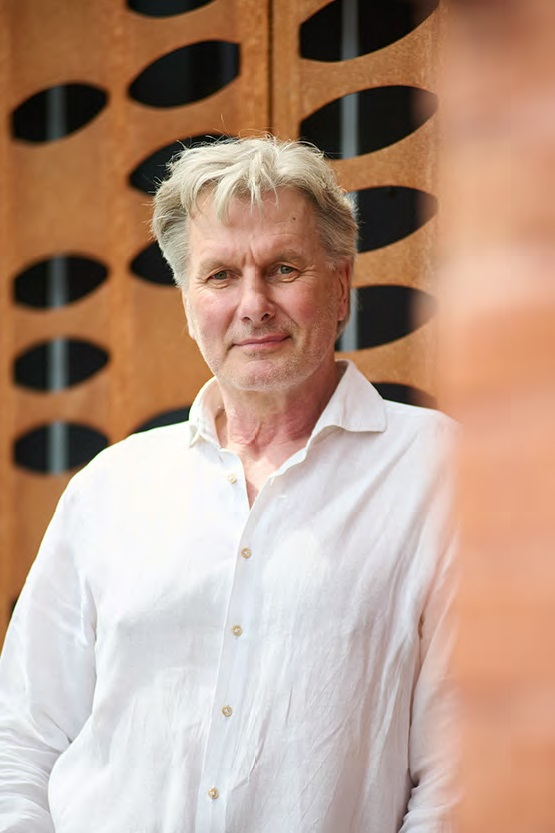
Norbert Horst 2024

Norbert Horst (* 8. April 1956 in Bad Oeynhausen) ist ein deutscher Krimiautor.

## Lebenslauf
Horst wuchs im ostwestfälischen Bergkirchen auf, das namensgebend für den Ermittler seiner ersten Romanreihe wurde. Nach seiner Schulzeit, 1974, wurde Horst Polizeibeamter und arbeitete zuerst einige Jahre als Streifenpolizist. Nach dem Studium zum Kriminalkommissar trat er 1984 für drei Jahre dem Landeskriminalamt bei. Ab 1987 sammelte er in Bielefeld vielfältige Erfahrungen, vor allem als Ermittler in Wirtschaftskriminalitätsfällen, aber auch als Mitarbeiter in zahlreichen Mordkommissionen. Später leitete er elf Jahre lang am Institut für Aus- und Fortbildung der Polizei Nordrhein-Westfalen Seminare für Stressbewältigung, Konfliktmanagement und Kommunikation. Anschließend war er zunächst acht Jahre bei der Pressestelle und Öffentlichkeitsarbeit des Polizeipräsidiums Bielefeld tätig und danach bis zur Pensionierung wieder als Ermittler. Horst ist Mitglied des Syndikats, der „Autorengruppe deutschsprachige Kriminalliteratur“.
Er ist verheiratet und hat zwei erwachsene Kinder.

## Autorentätigkeit
In seiner Freizeit schrieb Norbert Horst seit seinem 16. Lebensjahr – erst Songtexte für eine eigene Band Goldmund und Lyrik sowie in späteren Jahren Kurzgeschichten. Schließlich erschien nach ersten Veröffentlichungen in kleineren Anthologien 2003 sein erster Roman Leichensache.
In insgesamt vier Romanen um den Kriminalhauptkommissar Konstantin Kirchenberg aus einer fiktiven Stadt in Westfalen hat Norbert Horst laut Tobias Gohlis einen „unerhört“ neuen Ton in der Kriminalliteratur angeschlagen: „Noch nie wurde der Leser so anscheinend unverstellt, so verstörend unmittelbar in die Ermittlung gezogen, mitschwimmend im Bewusstseinsstrom des Kommissars“. Thomas Wörtche beschreibt Horsts Prosa als „vom Stakkato getrieben, Witz und Ironie sind perfekt eingewoben“. Der innere Monolog seine Protagonisten stehe „notfalls in Anakoluthen“ und sei „schwer jargonisiert“, dabei gleichzeitig „spannend und wagemutig“.
Mit Splitter im Auge und den folgenden Romanen um den berufsmüden und kiffenden Dortmunder Kriminalpolizisten Thomas Adam, der von allen bloß „Steiger“ genannt wird, machte Horst einen literarischen Neuanfang, den Tobias Gohlis so zusammenfasst: „Neuer Ermittler, identifizierbare Orte, multiple Perspektive“. Plot, Protagonist und Erzählstil sind laut Thomas Wörtche konventioneller geworden. Gleich geblieben ist Horsts Kenntnis der Polizeiabläufe, „ein feines Ohr für die verschiedenen Soziolekte, für die Absurdität von Behördensprech“. Für Nina George ist der neue Stil Norbert Horsts „weniger atemlos, erzählender, fühlender, näher dran an menschlichen Unebenheiten; manchmal so authentisch, dass es weh tut“, und bleibe dennoch „uneitel und echt“.
Horsts Alleinstellungsmerkmal ist für Kolja Mensing „der bewusste Einsatz des Jargons der ‚Aktenführer‘ und ‚Gruppenleiter‘“. Doch er beherrsche nicht nur „die deutsche Dienststellen-Prosa“, sondern habe auch „ein zartes Gespür für die melancholischen Abgründe der alltäglichen Polizeiarbeit“. Was die Romane für Elmar Krekeler neben ihrer Authentizität so einmalig macht, ist, wie die Mechanismen „bezwingend, nüchtern, poetisch zum Erzählen“ gebracht werden, wie Horst ihnen menschliche Züge verleihe, „differenziert, präzise, ohne Heilig-, ohne Schuldigsprecherei“. „Phänomenal“ findet es jedenfalls Joachim Schneider, „wie Horst aus öder Polizeiarbeit spannende Literatur macht und durch tiefe Dunkelheit Licht schimmern lässt, ohne in Sozialkitsch abzugleiten.“

## Auszeichnungen
- 2004 Friedrich-Glauser-Preis in der Kategorie Debüt für den Roman Leichensache[15]
- 2006 Deutscher Krimipreis (Platz 1) in der Kategorie National für den Roman Todesmuster[16]
- 2008 Herzogenrather Handschelle für Blutskizzen[17]
- 2008 November KrimiWELT-Bestenliste mit Sterbezeit
- 2011 September, Oktober und November KrimiZEIT-Bestenliste mit Splitter im Auge
- 2012 Krimi des Jahres 2011 (Platz 9) in der KrimiZEIT-Bestenliste für Splitter im Auge[18]
- 2015 Februar und März KrimiZEIT-Bestenliste mit Mädchenware
- 2017 November und Dezember Krimibestenliste mit Kaltes Land
- 2018 Januar Krimibestenliste mit Kaltes Land
- 2018 Nominiert auf der Longlist des Viktor Crime Awards
- 2019 November und Dezember Krimibestenliste mit Bitterer Zorn
- 2020 Januar Krimibestenliste mit Bitterer Zorn
- 2025 März Krimibestenliste mit Sweet Home - du bist nirgends sicher

## Zitate
„[...] Ellroy, der war der Erste, den ich so gut fand, dass ich mehrere Bücher hintereinander gelesen habe. Finde ich auch heute noch gut.“

## Werke
Konstantin-Kirchenberg-Reihe
- Leichensache. Goldmann, München 2003, ISBN 3-442-45230-9.
- Todesmuster. Goldmann, München 2005, ISBN 3-442-45912-5.
- Blutskizzen. Goldmann, München 2006, ISBN 3-442-46305-X.
- Sterbezeit. Goldmann, München 2008, ISBN 978-3-442-46487-6.

Thomas-Adam-Reihe (Steiger-Reihe)
- Splitter im Auge. Goldmann, München 2011, ISBN 978-3-442-47546-9.
- Mädchenware. Goldmann, München 2015, ISBN 978-3-442-48166-8.
- Kaltes Land. Goldmann, München 2017, ISBN 978-3-442-48617-5.
- Bitterer Zorn. Goldmann, München 2019, ISBN 978-3442489138.

Lopez-Rahn-und-Müller-Reihe
- Lost Places – wo die Toten schweigen. Goldmann, München 2024, ISBN 978-3-442-49367-8.
- Sweet Home – du bist nirgends sicher. Goldmann, München 2025, ISBN 978-3-442-49547-4.

## Kurzprosa (Auszug)
- Schlafen in Wickede. (in: Mord am Hellweg III. Grafit, 2006), ISBN 3-89425-325-8.
- Jeden Tag. (in: Postcard Stories. Ars Vivendi, 2006), ISBN 3-89716-705-0.
- Mitgehört. (in: Mord-Westfalen. Pendragon, 2008), ISBN 978-3-86532-111-4.
- Morgen. (in: Postcard Stories 2. Ars Vivendi, 2008), ISBN 978-3-89716-922-7.
- Nah. (in: Hell's Bells. Poetenladen, 2008), ISBN 978-3-940691-02-6.
- Ausgleich in Dortmund. (in: Mord am Hellweg IV. Grafit, 2008), ISBN 978-3-89425-352-3.
- Thirtythree. (in: Köln blutrot. Kölnisch Preußische Lektoratsanstalt, 2008), ISBN 978-3-940610-06-5.
- Auge in Auge. (in: Liebe, Lust und Lösegeld. LangenMüller, 2008), ISBN 978-3-7844-3156-7.
- Mai Tai in Gelnhausen. (in: Tatort Hessen hochprozentig. Societätsverlag, 2008), ISBN 978-3-7973-1107-8.
- Jesuskind. (in: Fürchtet euch nicht. Ullstein, 2009), ISBN 978-3-548-28107-0.
- Opa ist der Beste. (in: OWL kriminell. KBV, 2009), ISBN 978-3-940077-55-4.
- Schneeweißchen und Rosenrot. (in: Die Märchen Mörder. Kölnisch Preußische Lektoratsanstalt, 2010), ISBN 978-3-940610-12-6.
- Alles in bester Ordnung. (in: Mörderisches Münsterland. KBV, 2010), ISBN 978-3-940077-84-4.
- Spiel der Teufel. (in: WM blutrot. Kölnisch-Preußische Lektoratsanstalt, 2010), ISBN 978-3-940610-09-6.
- Ein armer Mann. (in: Leichenblass am Niederrhein. Grafit, 2011), ISBN 978-3-89425-383-7.
- Um ein Haar. (in: Mörderisches vom Rothaarsteig. Grafit, 2012), ISBN 978-3-89425-400-1.
- Vier Elemente Tod. (in: Leiche sucht Autor. Ars Vivendi, 2013), ISBN 978-3-86913-275-4.
- Die Gebetsküche. (in: Mörderische Leckerbissen. Dtv, 2013), ISBN 978-3-423-21476-6.
- Lüdenscheider Blutopfer. (in: Mord am Hellweg VI. Grafit, 2012), ISBN 978-3-89425-409-4.
- Reparaturarbeiten an einem Freitagnachmittag . (in: Liebe ist ein wildes Tier. Ars Vivendi, 2013), ISBN 978-3-86913-200-6.
- Der Hammer. (in: Tee mit Blattschuss. Leda, 2015), ISBN 978-3-86412-087-9.
- Papagei. (in: Mord macht hungrig. Rowohlt, 2016), ISBN 978-3-499-22518-5.